# Pidlujne, Kostopil
Pidlujne (în ucraineană Підлужне) este localitatea de reședință a comunei Pidlujne din raionul Kostopil, regiunea Rivne, Ucraina.

## Demografie
Componența lingvistică a localității Pidlujne
     Ucraineană (99,61%)
     Alte limbi (0,39%)
Conform recensământului din 2001, majoritatea populației localității Pidlujne era vorbitoare de ucraineană (99,61%), existând în minoritate și vorbitori de alte limbi.